# Stachybotrys cylindrospora
Stachybotrys cylindrospora är en svampart som beskrevs av C.N. Jensen 1912. Stachybotrys cylindrospora ingår i släktet Stachybotrys, ordningen köttkärnsvampar, klassen Sordariomycetes, divisionen sporsäcksvampar och riket svampar.   Inga underarter finns listade i Catalogue of Life.